# Balkan Beat Box
Balkan Beat Box је израелска-америчка музичка групе, која по својој дефиницији свира такозвану светску музику (ен. World music). Њихова музика комбинује џез, даб, хип хоп, источноевропску (балканску), оријенталну, фолк и поп музику.
Групу су у Америци основали Ори Каплан и Тамир Мускат, обоје из Израела. Циљеви групе су, по сопственој изјави, да споје старију и традиционалну музику са модерним правцима попут хип хопа и тако да створе нове музичке форме, намењено првенствено публици у клубовима и дискотекама. Тиме желе да подржавају покрете за мир и споразумевање међу народима. Први свој албум, Balkan Beat Box , група је објавила 2005. године. 

## Дискографија

### Албуми
- Balkan Beat Box (2005)
- Nu Med (2007)
- Nu Made (Remixes & Videos) (2008)
- Blue Eyed Black Boy (2010)